# مارکوس ماریوس گراتیدیانوس
مارکوس ماریوس گراتیدیانوس (انگلیسی: Marcus Marius Gratidianus; ۱ ژانویهٔ ۰۱۲۵ – ۱ ژانویهٔ ۰۰۸۲) پرایتور اهل روم باستان و یکی از طرفداران جناح سیاسی معروف به محبوب‌ها یا پوپولارها، به رهبری عمویش، گایوس ماریوس، در طول دومین جنگ داخلی سولا بین پیروان ماریوس و لوکیوس کورنلیوس سولا بود.